# ویتوریا کریسپو
ویتوریا کریسپو (ایتالیایی: Vittoria Crispo؛ ‏ ۱ مه ۱۹۰۰ – ۲۴ دسامبر ۱۹۷۳) بازیگر اهل ایتالیا بود.
از فیلم‌ها یا برنامه‌های تلویزیونی که وی در آن نقش داشته‌است، می‌توان به تعطیلات رمی، همسر کشیش ،  در پارک اتفاق افتاد ، گنجینه سان جنارو و نان، عشق و رؤیاها اشاره کرد.